# Могае, Фестус
Фестус Гонтебанье Могае (англ. Festus Gontebanye Mogae; род. 21 августа 1939, Серове, Центральный округ, Ботсвана) — президент Ботсваны с 1 апреля 1998 по 1 апреля 2008 года.
Получил экономическое образование в университетах Суссекса и Оксфорда. По возвращении в Ботсвану среди прочего работал в Банке Ботсваны и МВФ. Вступив в Демократическую партию Ботсваны, в 1992 году Могае сменил Питера Ммуси на посту вице-президента Ботсваны. В 1998 году парламент утвердил его преемником ушедшего в досрочную отставку президента страны Квета Масире, в октябре 2004 переизбрал. Во время своего второго срока Могае развернул кампанию по борьбе с нищетой, безработицей и СПИДом, который, по утверждению Могае, будет остановлен в Ботсване к 2016 году. К этому сроку доля заражённых СПИДом в Ботсване действительно немного снизилась, по сравнению с 2004 годом.
Считается одним из видных борцов за права сексуальных меньшинств в Африке.
14 июля 2007 года Могае объявил о своём намерении уйти в отставку через девять месяцев, назвав своим преемником вице-президента Серетсе Яна Кхаму.
В 2008 году Фестус Могае досрочно ушёл в отставку, уступив пост вице-президенту Яну Кхаме. В 2008 году получил престижную премию Мо Ибрагима за искусное управление и борьбу со СПИДом. Был назначен специальным посланником генсека ООН по проблеме изменения климата. С 2015 года возглавляет комиссию ООН, наблюдающую за соблюдением мирных соглашений сторонами конфликта в Южном Судане.